# Тимендорфер Штранд
Тимендорфер Штранд (њем. Timmendorfer Strand) општина је у њемачкој савезној држави Шлезвиг-Холштајн. Једно је од 36 општинских средишта округа Остхолштајн. Према процјени из 2010. у општини је живјело 8.937 становника. Посједује регионалну шифру (AGS) 1055042.

## Географски и демографски подаци
Тимендорфер Штранд се налази у савезној држави Шлезвиг-Холштајн у округу Остхолштајн. Општина се налази на надморској висини од 2 метра. Површина општине износи 20,1 km². У самом мјесту је, према процјени из 2010. године, живјело 8.937 становника. Просјечна густина становништва износи 444 становника/km².

## Међународна сарадња
| Мјесто  | Држава | Врста сарадње | Од    |
| ------- | ------ | ------------- | ----- |
|         | Пољска | контакт       | 1995. |
| Ебекофт | Данска | партнерство   | 1996. |
| Извор   |        |               |       |